# Office for Metropolitan Architecture
Office for Metropolitan Architecture (OMA) je architektonická kancelář, která vznikla v roce 1975 v nizozemském Rotterdamu.

## Založení kanceláře
Architektonickou kancelář OMA založil v roce 1975 nizozemský architekt Rem Koolhaas spolu se svou ženou, malířkou Madelon Vriesendorpovou, řeckým architektem, spolužákem ze studií v Londýně, Eliou Zenghelisem a jeho ženou Zoe Zenghelisovou. Spolupracovníky, resp. partnery byli do roku 1987 Zaha Hadid a Kees Christiaanse.

### Agentura AMO
V roce 1998 založil Rem Koolhaas agenturu AMO, která se věnuje produkci, včetně výstav, kampaním, kurátorské a publikační činnosti a dalším aktivitám, které nezahrnují přímo architektonickou tvorbu, ale úzce s ní souvisí. V roce 2008 byla AMO kurátorem výstavy Dubai Next ve Vitra Design Museum v Německu

## Vedení a pobočky
Vedení architektornické kanceláře OMA je organizováno formou partnerské spolupráce. Kromě Rema Koolhaase jsou spolupracujícími partnery Ellen van Loon, Reinier de Graaf, Shohei Shigematsu, Iyad Alsaka, David Gianotten, Chris van Duijn, Ippolito Pestellini Laparelli a Jason Long. Kanceelář OMA s hlavním sídlem v Rotterdamu, má pobočky v New Yorku, Pekingu, Hongkongu, Dauhá a Dubaji a zaměstnává více než 200 pracovníků z 35 zemí světa.

## Architektura
Architektonická tvorba kanceláře OMA se kromě moderního designu, vyznačuje koncepčním přístupem k prostorovému pojetí stavebního procesu. Při hledání optimálního způsobu řešení složitých úkolů využívají architekti diagramy, které slouží jako podklad při rozhodování o metodě výstavby.

### Vybrané stavby
- 1987: Taneční divadlo, Haag[2]
- 1988: Euralille, Lille (urbanistický projekt)
- 1993: Muzeum umění, Rotterdam
- 1997: Educatorium, Utrecht
- 1991: Villa Dall’Ava, Saint-Cloud, Paříž
- 1992: Nexus Housing, Fukuoka
- 2002: Nizozemská ambasáda, Berlin
- 2002: Guggenheim Hermitage, Las Vegas
- 2003: McCormick Tribune Campus Center (MTCC), Illinois Institute of Technology, Chicago
- 2004: The Seattle Public Library, Seattle
- 2005: Casa da Música, Porto
- 2005: National University Museum of Art, Soul
- 2011: Central Chinese Television Headquarters, Peking

## Ocenění (výběr)
- 1991: Cena Francouzské akademie architektury (Villa Dall'Ava u Paříže)
- 1992: Antonio Gaudí Prize (urbanistický projekt Euralille, Lille)[3]
- 2005: Cena Miese van der Rohe (Nizozemská ambasáda, Berlín)

## Galerie

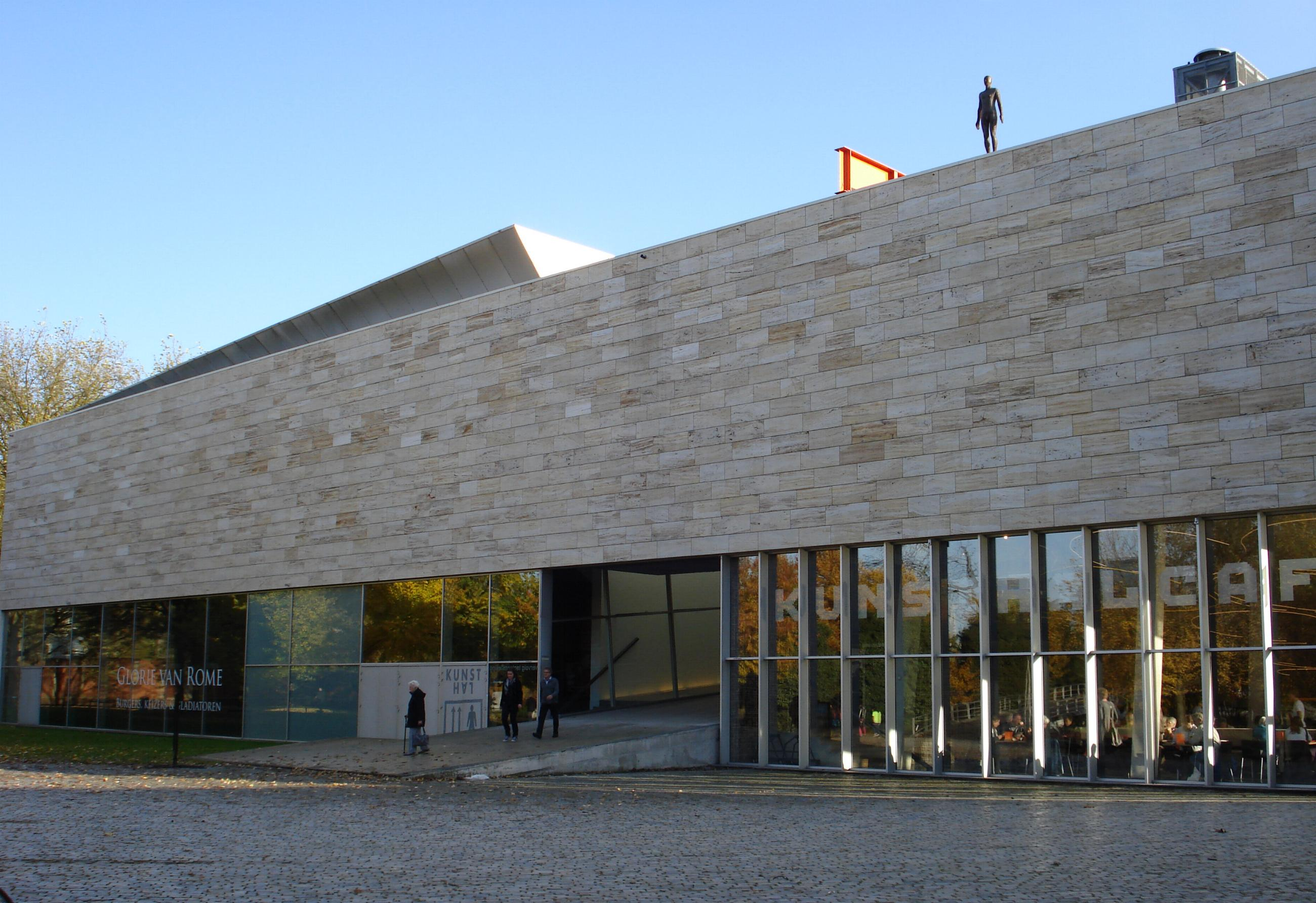
Muzeum umění, Rotterdam (1993)
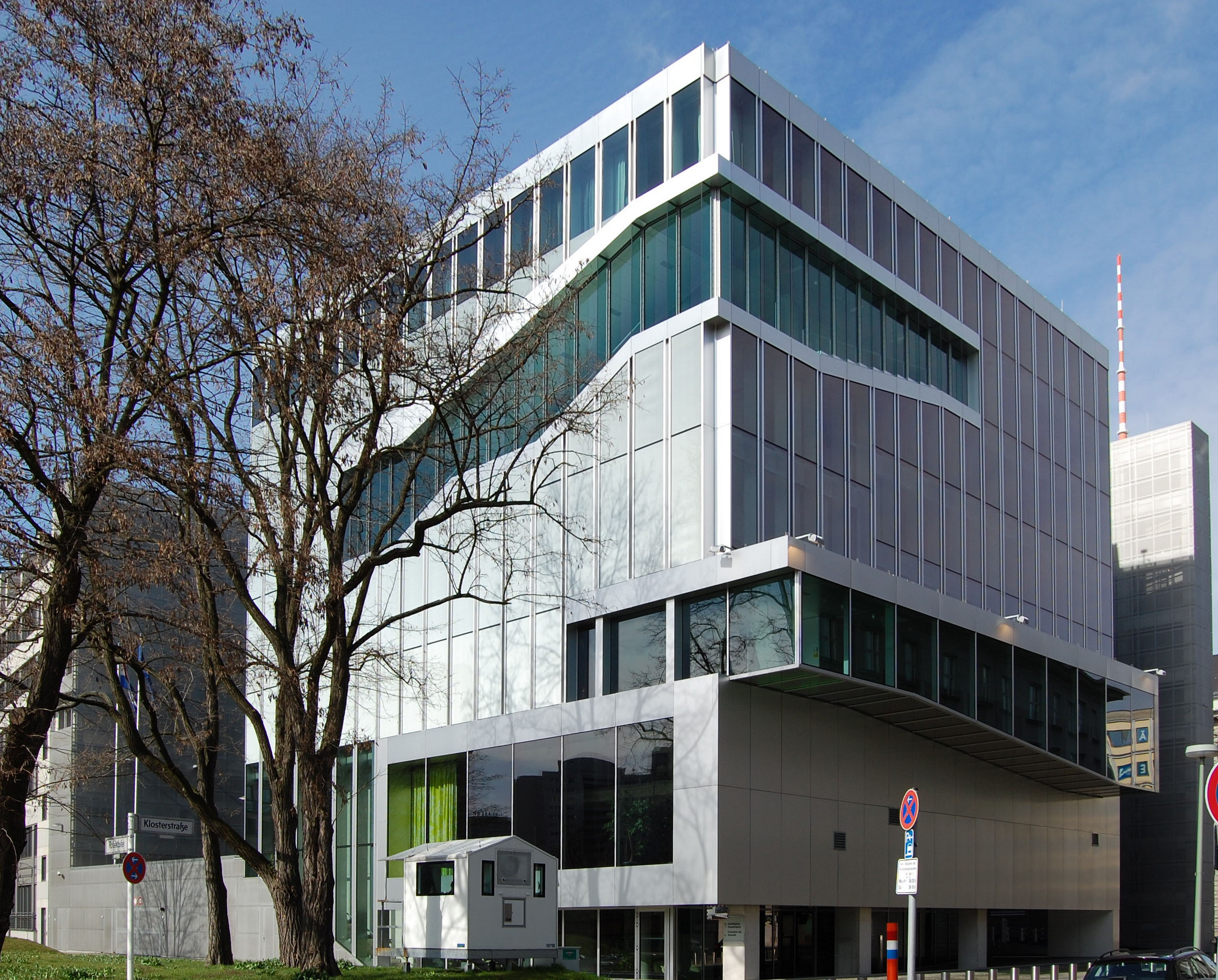
Nizozemská ambasáda, Berlín (2002)
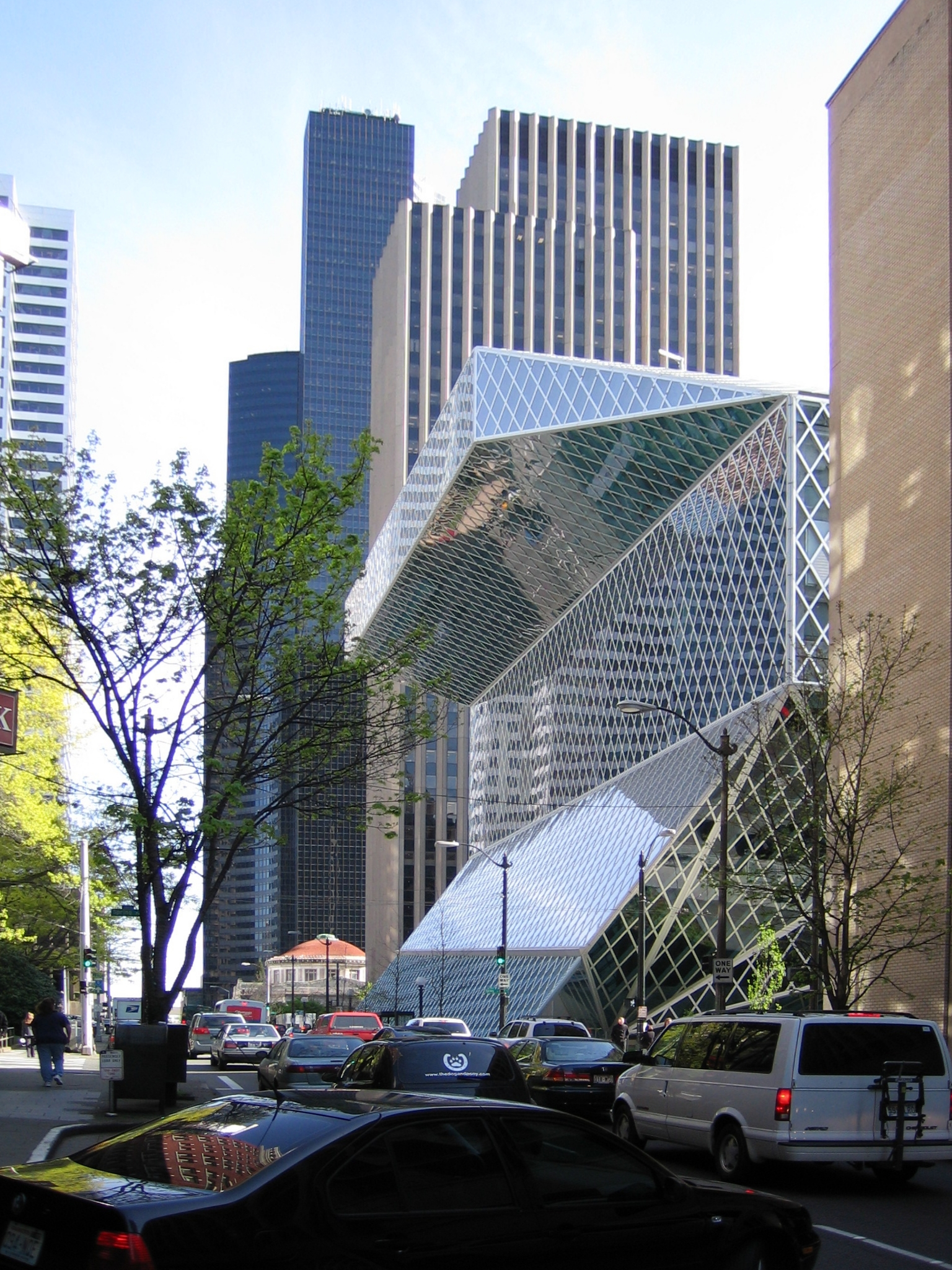
Seattle Central Library, Seattle (2004)
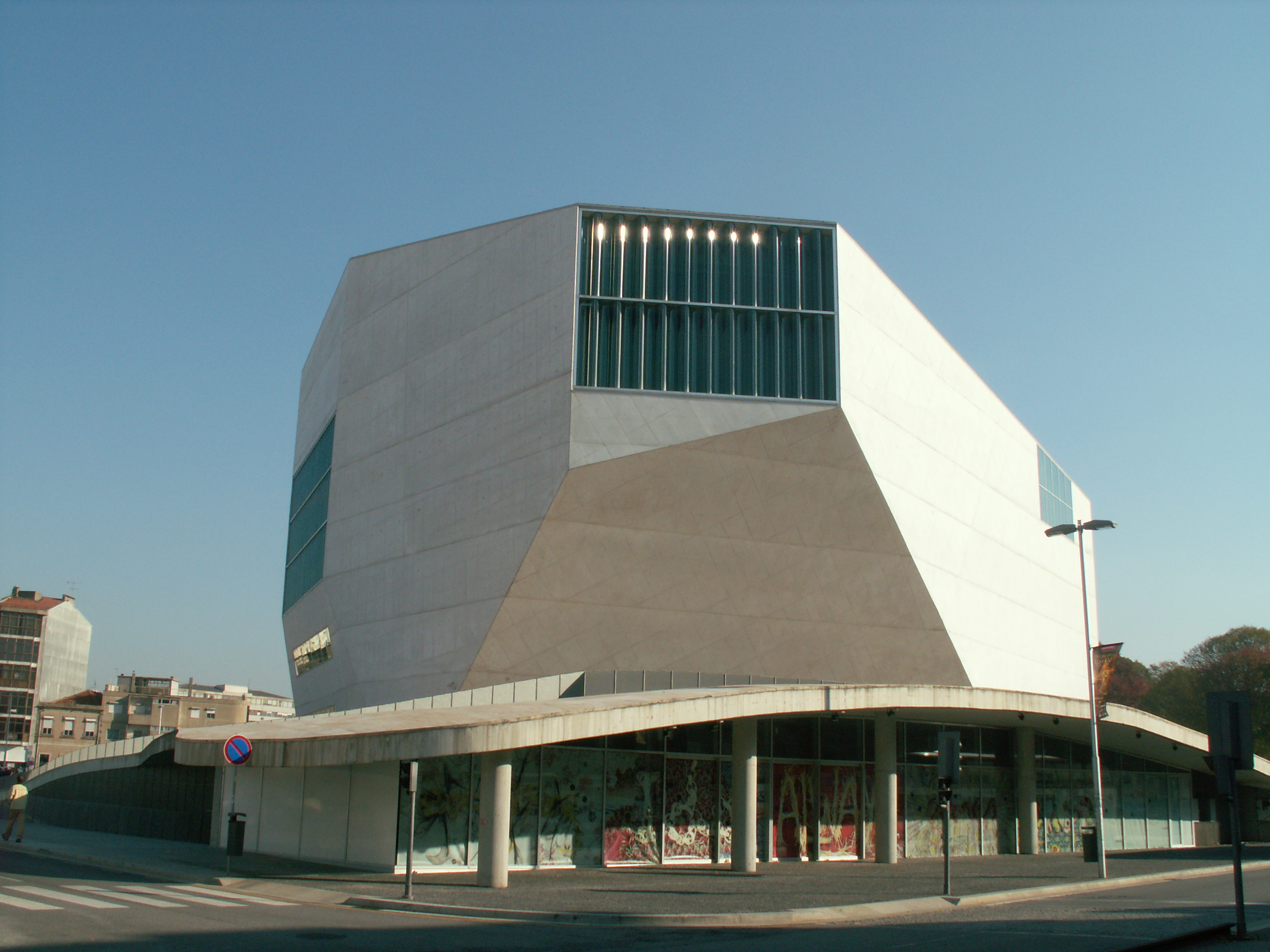
Casa da Música, Porto (2005)
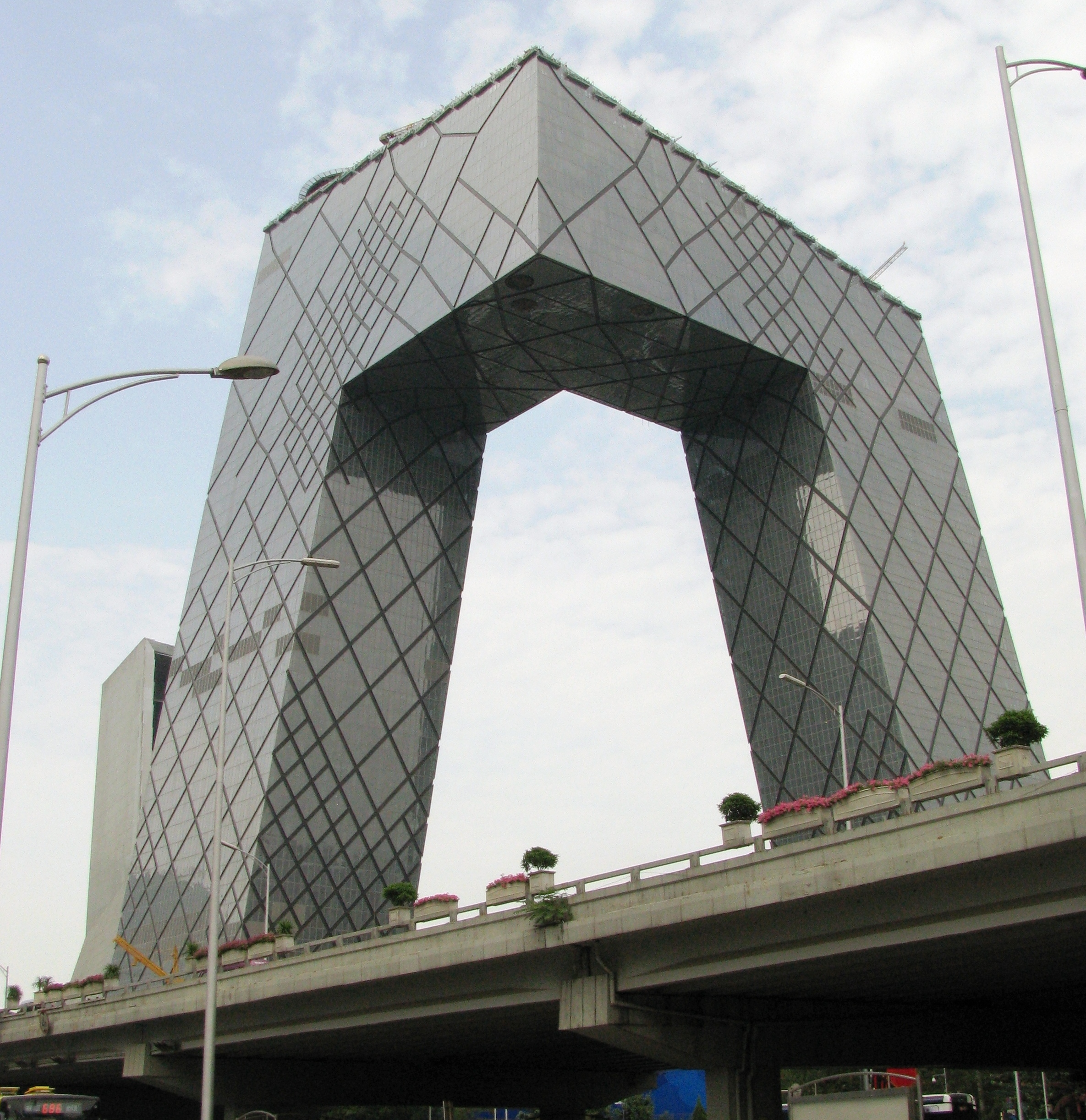
China Central Television Headquarters, Peking (2011)